# Thomas Grainger Stewart

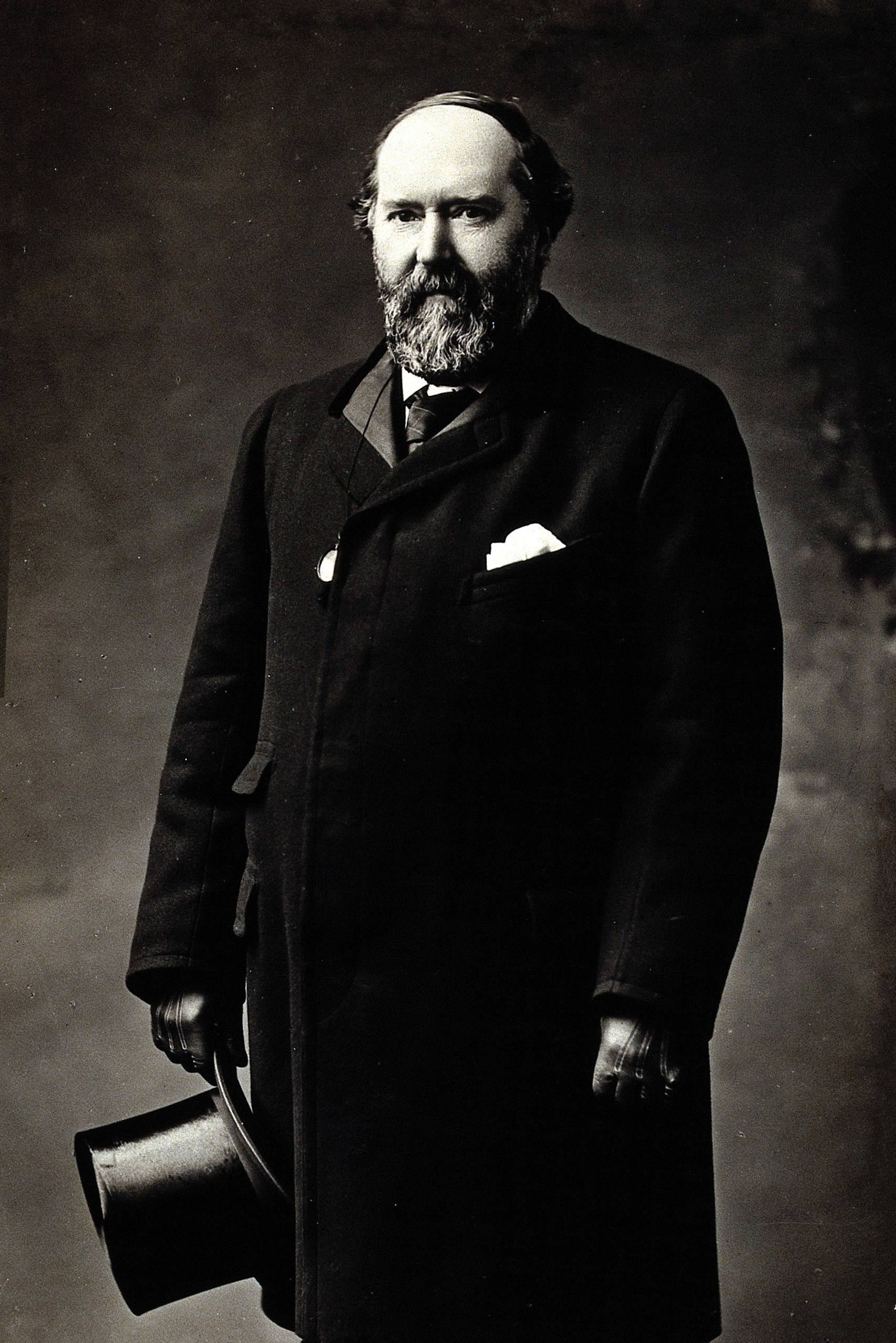
Thomas Grainger Stewart

Sir Thomas Grainger Stewart (* 23. September 1837 in Edinburgh; † 3. Februar 1900) war ein britischer Pathologe.
Nach seinem Studium in Edinburgh setzte er seine Studien in Wien, Berlin und Prag fort, bevor er zurückkehrte nach Edinburgh, wo er zunächst königlicher Hofarzt wurde. An der Universität Edinburgh war er Lehrstuhlinhaber für Pathologie. Stewart war bis zu seinem Tode Präsident der Edinburgh Medical Missionary Society. Bekannt geworden ist er durch Veröffentlichungen wie Practical Treatise on Bright’s Disease und Diseases of the Nervous System. Unter anderem ist nach ihm und seinem Kollegen Gordon Morgan Holmes das Stewart-Holmes-Syndrom benannt.
Am 2. Januar 1866 wurde er in die Royal Society of Edinburgh aufgenommen. Für seine Arbeit als Hofarzt von Königin Victoria wurde er am 18. Juli 1894 als Knight Bachelor geadelt.